# English Football League One 2019-20
La temporada 2019-20 de la English Football League One fue la decimosexta edición desde su creación en 2004. Corresponde a la tercera categoría del fútbol inglés y la disputan 24 equipos que buscan el ascenso a la EFL Championship.
Debido a la pandemia de COVID-19, la temporada se suspendió temporalmente el 13 de marzo. El 9 de junio, los clubes votaron para terminar la temporada, lo que significa que la tabla final se calcularía por un método de puntos por juego con los play-offs jugando normalmente, aplicando los resultados obtenidos por los equipos hasta la jornada 37 de la temporada.

## Relevos
| Pos      | a EFL Championship |
| -------- | ------------------ |
| 1.°      | Luton Town         |
| 2.°      | Barnsley           |
| Play-off | Charlton Athletic  |

| Pos  | a EFL League One |
| ---- | ---------------- |
| 22.° | Rotherham United |
| 23.° | Bolton Wanderers |
| 24.° | Ipswich Town     |

| Pos      | a EFL League One   |
| -------- | ------------------ |
| 1.°      | Lincoln City       |
| 2.°      | Bury               |
| 3.°      | Milton Keynes Dons |
| Play-off | Tranmere Rovers    |

| Pos  | a EFL League Two  |
| ---- | ----------------- |
| 21.° | Plymouth          |
| 22.° | Walsall           |
| 23.° | Scunthorpe United |
| 24.° | Bradford City     |

## Datos
| Equipo             | Ciudad            | Entrenador         | Capitán          | Estadio                     | Capacidad |
| ------------------ | ----------------- | ------------------ | ---------------- | --------------------------- | --------- |
| Accrington Stanley | Accrington        | John Coleman       | Seamus Conneely  | The Wham Stadium            | 5450      |
| Blackpool          | Blackpool         | Neil Critchley     | Jay Spearing     | Bloomfield Road             | 16 220    |
| Bolton Wanderers   | Horwich           | Keith Hill         | Jason Lowe       | Univesity of Bolton Stadium | 28 723    |
| Bristol Rovers     | Bristol           | Ben Garner         | Ollie Clarke     | Memorial Stadium            | 12 000    |
| Burton Albion      | Burton upon Trent | Nigel Clough       | Jake Buxton      | Pirelli Stadium             | 6912      |
| Coventry City      | Coventry          | Mark Robins        | Liam Kelly       | St. Andrew's Stadium        | 30 016    |
| Doncaster Rovers   | Doncaster         | Darren Moore       | Ben Whiteman     | Keepmoat Stadium            | 15 231    |
| Fleetwood Town     | Fleetwood         | Joey Barton        | Paul Coutts      | Highbury Stadium            | 5327      |
| Gillingham         | Gillingham        | Steve Evans        | Max Ehmer        | Priestfield Stadium         | 11 582    |
| Ipswich Town       | Ipswich           | Paul Lambert       | Luke Chambers    | Portman Road                | 30 311    |
| Lincoln City       | Lincoln           | Michael Appleton   | Lee Frecklington | Sincil Bank                 | 10 130    |
| MK Dons            | Milton Keynes     | Russell Martin     | Dean Lewington   | Stadium MK                  | 30 500    |
| Oxford United      | Oxford            | Karl Robinson      | John Mousinho    | Kassam Stadium              | 12 500    |
| Peterborough       | Peterborough      | Darren Ferguson    | Mark Beevers     | ABAX Stadium                | 15 314    |
| Portsmouth         | Portsmouth        | Kenny Jackett      | Brett Pitman     | Fratton Park                | 20 688    |
| Rochdale           | Rochdale          | Brian Barry-Murphy | Callum Camps     | Crown Oil Arena             | 10 249    |
| Rotherham United   | Rotherham         | Paul Warne         | Richard Wood     | New York Stadium            | 12 000    |
| Shrewsbury Town    | Shrewsbury        | Sam Ricketts       | David Edwards    | Montgomery Waters Meadow    | 9875      |
| Southend United    | Southend-on-Sea   | Sol Campbell       | Mark Milligan    | Roots Hall                  | 12 392    |
| Sunderland         | Sunderland        | Phil Parkinson     | Grant Leadbitter | Stadium Of Light            | 48 707    |
| Tranmere Rovers    | Birkenhead        | Micky Mellon       | Scott Davies     | Prenton Park                | 16 789    |
| Wimbledon          | Londres           | Glyn Hodges        | Will Nightingale | Kingsmeadow                 | 4850      |
| Wycombe Wanderers  | High Wycombe      | Gareth Ainsworth   | Matt Bloomfield  | Adams Park                  | 10 000    |

### Clubes por condado
| Condado               | N.º | Equipos                                        |
| --------------------- | --- | ---------------------------------------------- |
| Lancashire            | 3   | Accrington Stanley, Blackpool y Fleetwood Town |
| Buckinghamshire       | 2   | MK Dons y Wycombe Wanderers                    |
| Gran Mánchester       | 2   | Bolton Wanderers y Rochdale                    |
| Yorkshire del Sur     | 2   | Doncaster Rovers y Rotherham                   |
| Bristol               | 1   | Bristol Rovers                                 |
| Cambridgeshire        | 1   | Peterborough United                            |
| Essex                 | 1   | Southend United                                |
| Gran Londres          | 1   | Wimbledon                                      |
| Hampshire             | 1   | Portsmouth                                     |
| Kent                  | 1   | Gillingham                                     |
| Lincolnshire          | 1   | Lincoln City                                   |
| Merseyside            | 1   | Tranmere Rovers                                |
| Midlands Occidentales | 1   | Coventry City                                  |
| Oxfordshire           | 1   | Oxford United                                  |
| Shropshire            | 1   | Shrewsbury Town                                |
| Staffordshire         | 1   | Burton Albion                                  |
| Suffolk               | 1   | Ipswich Town                                   |
| Tyne y Wear           | 1   | Sunderland                                     |

## Clasificación
|  |     | Equipo                | PJ | PG | PE | PP | GF | GC | DG  | PTS | Prom  |
|  | --- | --------------------- | -- | -- | -- | -- | -- | -- | --- | --- | ----- |
|  | 1.  | Coventry City (C)     | 34 | 18 | 13 | 3  | 48 | 30 | +18 | 67  | 1.971 |
|  | 2.  | Rotherham United (P)  | 35 | 18 | 8  | 9  | 61 | 38 | +23 | 62  | 1.771 |
|  | 3.  | Wycombe Wanderers (P) | 34 | 17 | 8  | 9  | 45 | 40 | +5  | 59  | 1.735 |
|  | 4.  | Oxford United (A)     | 35 | 17 | 9  | 9  | 61 | 37 | +24 | 60  | 1.714 |
|  | 5.  | Portsmouth (A)        | 35 | 17 | 9  | 9  | 53 | 36 | +17 | 60  | 1.714 |
|  | 6.  | Fleetwood Town (A)    | 35 | 16 | 12 | 7  | 51 | 38 | +13 | 60  | 1.714 |
|  | 7.  | Peterborough United   | 35 | 17 | 8  | 10 | 68 | 40 | +28 | 59  | 1.686 |
|  | 8.  | Sunderland            | 36 | 16 | 11 | 9  | 48 | 32 | +16 | 59  | 1.639 |
|  | 9.  | Doncaster Rovers      | 34 | 15 | 9  | 10 | 51 | 33 | +18 | 54  | 1.588 |
|  | 10. | Gillingham            | 35 | 12 | 15 | 8  | 42 | 34 | +8  | 51  | 1.457 |
|  | 11. | Ipswich Town          | 36 | 14 | 10 | 12 | 46 | 36 | +10 | 52  | 1.444 |
|  | 12. | Burton Albion         | 35 | 12 | 12 | 11 | 50 | 50 | 0   | 48  | 1.371 |
|  | 13. | Blackpool             | 35 | 11 | 12 | 12 | 44 | 43 | +1  | 45  | 1.286 |
|  | 14. | Bristol Rovers        | 35 | 12 | 9  | 14 | 38 | 49 | −11 | 45  | 1.286 |
|  | 15. | Shrewsbury Town       | 34 | 10 | 11 | 13 | 31 | 42 | −11 | 41  | 1.206 |
|  | 16. | Lincoln City          | 35 | 12 | 6  | 17 | 44 | 46 | −2  | 42  | 1.200 |
|  | 17. | Accrington            | 35 | 10 | 10 | 15 | 47 | 53 | −6  | 40  | 1.143 |
|  | 18. | Rochdale              | 34 | 10 | 6  | 18 | 39 | 57 | −18 | 36  | 1.059 |
|  | 19. | Milton Keynes Dons    | 35 | 10 | 7  | 18 | 36 | 47 | −11 | 37  | 1.057 |
|  | 20. | AFC Wimbledon         | 35 | 8  | 11 | 16 | 39 | 52 | −13 | 35  | 1.000 |
|  | 21. | Tranmere Rovers (R)   | 34 | 8  | 8  | 18 | 36 | 60 | −24 | 32  | 0.941 |
|  | 22. | Southend United (R)   | 35 | 4  | 7  | 24 | 39 | 85 | −46 | 19  | 0.543 |
|  | 23. | Bolton Wanderers (R)  | 34 | 5  | 11 | 18 | 27 | 66 | −39 | 14  | 0.412 |
|  | 24. | Bury (D)              | 0  | 0  | 0  | 0  | 0  | 0  | 0   | 0   | 0.000 |

|  | Ascenso a la EFL Championship.             |
|  | Clasificación para el play-off de ascenso. |
|  | Descenso a la League Two.                  |
|  | Descalificado.                             |

* Al Bolton Wanderers le restaron 12 puntos por impagos de deudas.
* Al Bury se le restaron 12 puntos por un proceso de insolvencia, antes de ser expulsado de la EFL el 27 de agosto de 2019. En el momento de su expulsión, no habían jugado ningún partido.

## Evolución
| Equipo/Jornada                     | 1  | 2  | 3  | 4  | 5  | 6  | 7  | 8  | 9  | 10 | 11 | 12 | 13 | 14 | 15 | 16 | 17 | 18 | 19 | 20 | 21 | 22 | 23 | 24 | 25 | 26 | 27 | 28 | 29 | 30 | 31 | 32 | 33 | 34 | 35 | 36 | 37 | 38        | 39        | 40        | 41        | 42        | 43        | 44        | 45        | 46        |
| ---------------------------------- | -- | -- | -- | -- | -- | -- | -- | -- | -- | -- | -- | -- | -- | -- | -- | -- | -- | -- | -- | -- | -- | -- | -- | -- | -- | -- | -- | -- | -- | -- | -- | -- | -- | -- | -- | -- | -- | --------- | --------- | --------- | --------- | --------- | --------- | --------- | --------- | --------- |
| Coventry City                      | 7  | 8  | 3  | 3  | 4  | 3  | 2  | 2  | 4  | 2  | 4  | 5  | 7  | 6  | 4  | 6  | 6  | 3  | 5  | 6  | 7  | 5  | 9  | 5  | 3  | 3  | 4  | 4  | 5  | 6  | 5  | 5  | 3  | 3  | 2  | 2  | 1  | Cancelado | Cancelado | Cancelado | Cancelado | Cancelado | Cancelado | Cancelado | Cancelado | Cancelado |
| Rotherham United                   | 6  | 13 | 6  | 10 | 14 | 10 | 11 | 13 | 13 | 13 | 14 | 13 | 11 | 12 | 9  | 12 | 10 | 6  | 4  | 8  | 6  | 8  | 5  | 3  | 2  | 2  | 1  | 1  | 1  | 1  | 1  | 1  | 1  | 1  | 1  | 1  | 2  | Cancelado | Cancelado | Cancelado | Cancelado | Cancelado | Cancelado | Cancelado | Cancelado | Cancelado |
| Oxford United                      | 12 | 7  | 11 | 14 | 16 | 14 | 16 | 18 | 12 | 12 | 11 | 10 | 8  | 5  | 6  | 6  | 4  | 7  | 6  | 7  | 8  | 6  | 3  | 2  | 4  | 4  | 5  | 5  | 8  | 8  | 8  | 9  | 9  | 10 | 8  | 7  | 3  | Cancelado | Cancelado | Cancelado | Cancelado | Cancelado | Cancelado | Cancelado | Cancelado | Cancelado |
| Portsmouth                         | 18 | 9  | 14 | 13 | 15 | 18 | 15 | 17 | 18 | 17 | 13 | 15 | 12 | 14 | 16 | 13 | 13 | 13 | 11 | 10 | 10 | 10 | 8  | 9  | 9  | 10 | 7  | 7  | 6  | 4  | 3  | 3  | 4  | 4  | 6  | 3  | 4  | Cancelado | Cancelado | Cancelado | Cancelado | Cancelado | Cancelado | Cancelado | Cancelado | Cancelado |
| Fleetwood Town                     | 1  | 3  | 5  | 7  | 6  | 4  | 4  | 4  | 3  | 4  | 3  | 3  | 5  | 4  | 5  | 4  | 5  | 8  | 7  | 9  | 9  | 9  | 7  | 8  | 7  | 7  | 10 | 11 | 9  | 10 | 9  | 8  | 7  | 7  | 7  | 6  | 5  | Cancelado | Cancelado | Cancelado | Cancelado | Cancelado | Cancelado | Cancelado | Cancelado | Cancelado |
| Peterborough United                | 20 | 22 | 20 | 15 | 10 | 7  | 10 | 6  | 8  | 10 | 8  | 8  | 3  | 3  | 1  | 3  | 3  | 4  | 3  | 3  | 3  | 2  | 4  | 6  | 6  | 6  | 9  | 8  | 3  | 3  | 2  | 2  | 2  | 2  | 4  | 4  | 6  | Cancelado | Cancelado | Cancelado | Cancelado | Cancelado | Cancelado | Cancelado | Cancelado | Cancelado |
| Sunderland                         | 13 | 15 | 10 | 6  | 3  | 1  | 3  | 5  | 6  | 5  | 5  | 6  | 9  | 11 | 7  | 9  | 7  | 9  | 10 | 11 | 12 | 13 | 15 | 13 | 13 | 9  | 6  | 6  | 7  | 7  | 7  | 6  | 6  | 6  | 5  | 8  | 7  | Cancelado | Cancelado | Cancelado | Cancelado | Cancelado | Cancelado | Cancelado | Cancelado | Cancelado |
| Wycombe Wanderers                  | 4  | 4  | 4  | 4  | 5  | 6  | 5  | 3  | 2  | 3  | 2  | 2  | 2  | 2  | 3  | 2  | 2  | 1  | 1  | 1  | 1  | 1  | 1  | 1  | 1  | 1  | 2  | 2  | 2  | 2  | 4  | 4  | 5  | 5  | 3  | 5  | 8  | Cancelado | Cancelado | Cancelado | Cancelado | Cancelado | Cancelado | Cancelado | Cancelado | Cancelado |
| Doncaster Rovers                   | 10 | 14 | 7  | 11 | 8  | 11 | 6  | 8  | 5  | 8  | 9  | 11 | 13 | 10 | 8  | 8  | 12 | 12 | 13 | 13 | 14 | 15 | 14 | 16 | 15 | 15 | 8  | 10 | 10 | 9  | 10 | 10 | 10 | 11 | 11 | 11 | 9  | Cancelado | Cancelado | Cancelado | Cancelado | Cancelado | Cancelado | Cancelado | Cancelado | Cancelado |
| Ipswich Town                       | 8  | 6  | 9  | 5  | 1  | 2  | 1  | 1  | 1  | 1  | 1  | 1  | 1  | 1  | 2  | 1  | 1  | 2  | 2  | 2  | 2  | 3  | 2  | 4  | 5  | 5  | 3  | 3  | 4  | 5  | 6  | 7  | 8  | 8  | 9  | 9  | 10 | Cancelado | Cancelado | Cancelado | Cancelado | Cancelado | Cancelado | Cancelado | Cancelado | Cancelado |
| Gillingham                         | 11 | 16 | 17 | 19 | 19 | 17 | 17 | 14 | 15 | 15 | 16 | 16 | 16 | 16 | 17 | 15 | 16 | 14 | 14 | 14 | 13 | 12 | 13 | 11 | 11 | 12 | 14 | 14 | 12 | 11 | 11 | 11 | 11 | 9  | 10 | 10 | 11 | Cancelado | Cancelado | Cancelado | Cancelado | Cancelado | Cancelado | Cancelado | Cancelado | Cancelado |
| Burton Albion                      | 17 | 11 | 16 | 9  | 11 | 13 | 14 | 11 | 14 | 14 | 15 | 14 | 15 | 15 | 13 | 14 | 14 | 15 | 15 | 15 | 16 | 14 | 12 | 14 | 12 | 13 | 11 | 9  | 11 | 12 | 12 | 12 | 12 | 12 | 12 | 12 | 12 | Cancelado | Cancelado | Cancelado | Cancelado | Cancelado | Cancelado | Cancelado | Cancelado | Cancelado |
| Blackpool                          | 2  | 1  | 2  | 1  | 2  | 5  | 8  | 9  | 9  | 6  | 6  | 4  | 6  | 8  | 10 | 10 | 8  | 5  | 8  | 4  | 5  | 7  | 10 | 10 | 10 | 11 | 13 | 15 | 15 | 15 | 18 | 15 | 17 | 17 | 17 | 16 | 13 | Cancelado | Cancelado | Cancelado | Cancelado | Cancelado | Cancelado | Cancelado | Cancelado | Cancelado |
| Bristol Rovers                     | 22 | 17 | 21 | 16 | 12 | 8  | 9  | 12 | 7  | 9  | 7  | 9  | 4  | 7  | 11 | 11 | 9  | 10 | 9  | 5  | 4  | 4  | 6  | 7  | 8  | 8  | 12 | 13 | 13 | 13 | 13 | 13 | 13 | 13 | 13 | 15 | 14 | Cancelado | Cancelado | Cancelado | Cancelado | Cancelado | Cancelado | Cancelado | Cancelado | Cancelado |
| Lincoln City                       | 3  | 2  | 1  | 2  | 7  | 9  | 12 | 7  | 11 | 11 | 12 | 12 | 14 | 13 | 15 | 16 | 17 | 17 | 18 | 17 | 15 | 16 | 17 | 17 | 16 | 16 | 16 | 12 | 14 | 14 | 14 | 16 | 16 | 16 | 16 | 18 | 15 | Cancelado | Cancelado | Cancelado | Cancelado | Cancelado | Cancelado | Cancelado | Cancelado | Cancelado |
| Shrewsbury Town                    | 9  | 12 | 12 | 8  | 9  | 12 | 7  | 10 | 10 | 7  | 10 | 7  | 10 | 9  | 14 | 7  | 11 | 11 | 12 | 12 | 11 | 11 | 11 | 12 | 14 | 14 | 15 | 16 | 16 | 16 | 19 | 19 | 19 | 19 | 18 | 17 | 16 | Cancelado | Cancelado | Cancelado | Cancelado | Cancelado | Cancelado | Cancelado | Cancelado | Cancelado |
| Accrington Stanley                 | 21 | 19 | 19 | 21 | 21 | 21 | 21 | 21 | 20 | 20 | 20 | 17 | 20 | 18 | 18 | 19 | 19 | 19 | 17 | 18 | 17 | 17 | 16 | 15 | 17 | 17 | 17 | 17 | 17 | 18 | 16 | 17 | 14 | 14 | 14 | 13 | 17 | Cancelado | Cancelado | Cancelado | Cancelado | Cancelado | Cancelado | Cancelado | Cancelado | Cancelado |
| MK Dons                            | 14 | 10 | 15 | 18 | 18 | 15 | 13 | 15 | 16 | 19 | 18 | 20 | 21 | 21 | 19 | 21 | 21 | 21 | 21 | 21 | 21 | 21 | 21 | 21 | 20 | 20 | 19 | 20 | 19 | 17 | 15 | 14 | 15 | 15 | 15 | 14 | 18 | Cancelado | Cancelado | Cancelado | Cancelado | Cancelado | Cancelado | Cancelado | Cancelado | Cancelado |
| Rochdale                           | 5  | 5  | 8  | 12 | 13 | 16 | 18 | 16 | 17 | 18 | 17 | 18 | 17 | 20 | 12 | 17 | 15 | 16 | 16 | 16 | 18 | 18 | 19 | 19 | 18 | 18 | 18 | 18 | 18 | 19 | 17 | 18 | 18 | 18 | 19 | 19 | 19 | Cancelado | Cancelado | Cancelado | Cancelado | Cancelado | Cancelado | Cancelado | Cancelado | Cancelado |
| Wimbledon                          | 16 | 18 | 18 | 20 | 20 | 20 | 20 | 20 | 21 | 21 | 21 | 21 | 19 | 17 | 21 | 18 | 20 | 20 | 19 | 19 | 19 | 19 | 18 | 18 | 19 | 19 | 20 | 19 | 20 | 20 | 20 | 20 | 20 | 20 | 20 | 20 | 20 | Cancelado | Cancelado | Cancelado | Cancelado | Cancelado | Cancelado | Cancelado | Cancelado | Cancelado |
| Tranmere Rovers                    | 15 | 20 | 13 | 17 | 17 | 19 | 19 | 19 | 19 | 18 | 19 | 19 | 18 | 19 | 20 | 20 | 18 | 18 | 20 | 20 | 20 | 20 | 20 | 20 | 21 | 21 | 21 | 21 | 21 | 21 | 21 | 21 | 21 | 21 | 21 | 21 | 21 | Cancelado | Cancelado | Cancelado | Cancelado | Cancelado | Cancelado | Cancelado | Cancelado | Cancelado |
| Southend United                    | 19 | 21 | 22 | 22 | 22 | 22 | 22 | 22 | 22 | 22 | 22 | 22 | 22 | 22 | 22 | 22 | 22 | 22 | 22 | 22 | 22 | 22 | 22 | 22 | 22 | 22 | 22 | 22 | 22 | 22 | 22 | 22 | 22 | 22 | 22 | 22 | 22 | Cancelado | Cancelado | Cancelado | Cancelado | Cancelado | Cancelado | Cancelado | Cancelado | Cancelado |
| Bolton Wanderers                   | 23 | 23 | 23 | 23 | 23 | 23 | 23 | 23 | 23 | 23 | 23 | 23 | 23 | 23 | 23 | 23 | 23 | 23 | 23 | 23 | 23 | 23 | 23 | 23 | 23 | 23 | 23 | 23 | 23 | 23 | 23 | 23 | 23 | 23 | 23 | 23 | 23 | Cancelado | Cancelado | Cancelado | Cancelado | Cancelado | Cancelado | Cancelado | Cancelado | Cancelado |
| Actualizado el 11 de junio de 2020 |    |    |    |    |    |    |    |    |    |    |    |    |    |    |    |    |    |    |    |    |    |    |    |    |    |    |    |    |    |    |    |    |    |    |    |    |    |           |           |           |           |           |           |           |           |           |

## Resultados
- Los horarios corresponden al huso horario del Reino Unido (Hora de Europa Occidental): UTC+0 en horario estándar y UTC+1 en horario de verano

### Primera vuelta
| Wimbledon           | 1 - 2 | Roterham United    | The Cherry Red Records Stadium | 3 de agosto | 15:00 |
| Blackpool           | 2 - 0 | Bristol Rovers     | Bloomfield Road                | 3 de agosto | 15:00 |
| Burton Albion       | 0 - 1 | Ipswich Town       | Pirelli Stadium                | 3 de agosto | 15:00 |
| Coventry City       | 1 - 0 | Southend United    | St Andrew's Stadium            | 3 de agosto | 15:00 |
| Doncaster Rovers    | 1 - 1 | Gillingham         | Keepmoat Stadium               | 3 de agosto | 15:00 |
| Lincoln City        | 2 - 0 | Accrington Stanley | Sincil Bank                    | 3 de agosto | 15:00 |
| Peterborough United | 1 - 3 | Fleetwood Town     | ABAX Stadium                   | 3 de agosto | 15:00 |
| Shrewsbury Town     | 1 - 0 | Portsmouth         | Montgomery Waters Meadow       | 3 de agosto | 15:00 |
| Sunderland          | 1 - 1 | Oxford United      | Stadium of Light               | 3 de agosto | 15:00 |
| Tranmere Rovers     | 2 - 3 | Rochdale           | Prenton Park                   | 3 de agosto | 15:00 |
| Wycombe Wanderers   | 2 - 0 | Bolton Wanderers   | Adams Park                     | 3 de agosto | 15:00 |

| Roterham United  | 0 - 2 | Lincoln City        | AESSEAL New York Stadium    | 10 de agosto | 15:00 |
| Bolton Wanderers | 0 - 0 | Coventry City       | Univesity of Bolton Stadium | 10 de agosto | 15:00 |
| Bristol Rovers   | 0 - 0 | Wycombe Wanderers   | Memorial Stadium            | 10 de agosto | 15:00 |
| Fleetwood Town   | 2 - 1 | Wimbledon           | Highbury Stadium            | 10 de agosto | 15:00 |
| Southend United  | 1 - 3 | Blackpool           | Roots Hall                  | 10 de agosto | 15:00 |
| MK Dons          | 1 - 0 | Shrewsbury Town     | Stadium MK                  | 10 de agosto | 15:00 |
| Oxford United    | 1 - 0 | Peterborough United | Kassam Stadium              | 10 de agosto | 15:00 |
| Portsmouth       | 2 - 0 | Tranmere Rovers     | Fratton Park                | 10 de agosto | 15:00 |
| Rochdale         | 1 - 1 | Doncaster Rovers    | Crown Oil Arena             | 10 de agosto | 15:00 |
| Ipswich Town     | 1 - 1 | Sunderland          | Portman Road                | 10 de agosto | 15:00 |
| Gillingham       | 1 - 2 | Burton Albion       | KRBS Priestfield Stadium    | 10 de agosto | 15:00 |

| Sunderland          | 2 - 1 | Porsmouth          | Stadium of Light               | 17 de agosto | 12:30 |
| Tranmere Rovers     | 5 - 0 | Bolton Wanderers   | Prenton Park                   | 17 de agosto | 15:00 |
| Wimbledon           | 1 - 1 | Accrington Stanley | The Cherry Red Records Stadium | 17 de agosto | 15:00 |
| Blackpool           | 2 - 1 | Oxford United      | Bloomfield Road                | 17 de agosto | 15:00 |
| Burton Albion       | 0 - 1 | Rotherham United   | Pirelli Stadium                | 17 de agosto | 15:00 |
| Doncaster Rovers    | 3 - 2 | Fleetwood Town     | Keepmoat Stadium               | 17 de agosto | 15:00 |
| Lincoln City        | 4 - 0 | Southend United    | Sincil Bank                    | 17 de agosto | 15:00 |
| Peterborough United | 2 - 2 | Ipswich Town       | ABAX Stadium                   | 17 de agosto | 15:00 |
| Shrewsbury Town     | 0 - 0 | Rochdale           | Montgomery Waters Meadow       | 17 de agosto | 15:00 |
| Coventry City       | 2 - 0 | Bristol Rovers     | St Andrew's Stadium            | 17 de agosto | 15:00 |
| Wycombe Wanderers   | 3 - 2 | MK Dons            | Adams Park                     | 17 de agosto | 15:00 |

| Accrington Stanley | 2 - 3 | Shrewsbury Town     | The Wham Stadium             | 20 de agosto | 19:45     |
| Bristol Rovers     | 2 - 0 | Tranmere Rovers     | Memorial Stadium             | 20 de agosto | 19:45     |
| Fleetwood Town     | 1 - 1 | Wycombe Wanderers   | Highbury Stadium             | 20 de agosto | 19:45     |
| Gillingham         | 2 - 2 | Blackpool           | KRBS Priestfield Stadium     | 20 de agosto | 19:45     |
| Ipswich Town       | 2 - 1 | Wycombe Wanderers   | Portman Road                 | 20 de agosto | 19:45     |
| MK Dons            | 2 - 1 | Lincoln City        | Stadium MK                   | 20 de agosto | 19:45     |
| Oxford United      | 2 - 4 | Burton Albion       | Kassam Stadium               | 20 de agosto | 19:45     |
| Portsmouth         | 3 - 3 | Coventry City       | Fratton Park                 | 20 de agosto | 19:45     |
| Rochdale           | 1 - 2 | Sunderland          | Crown Oil Arena              | 20 de agosto | 19:45     |
| Southend United    | 0 - 2 | Peterborough United | Roots Hall                   | 20 de agosto | 19:45     |
| Bolton Wanderers   | -     | Doncaster Rovers    | University of Bolton Stadium | Cancelado    | Cancelado |

| Doncaster Rovers  | 2 - 1 | Lincoln City        | Keepmoat Stadium             | 24 de agosto    | 12:30 |
| Wycombe Wanderers | 4 - 3 | Southend United     | Adams Park                   | 24 de agosto    | 15:00 |
| Bristol Rovers    | 3 - 1 | Oxford United       | Memorial Stadium             | 24 de agosto    | 15:00 |
| Coventry City     | 1 - 0 | Gillingham          | St Andrew's Stadium          | 24 de agosto    | 15:00 |
| Fleetwood Town    | 2 - 0 | Accrington Stanley  | Highbury Stadium             | 24 de agosto    | 15:00 |
| Bolton Wanderers  | 0 - 5 | Ipswich Town        | University of Bolton Stadium | 24 de agosto    | 15:00 |
| Rochdale          | 0 - 0 | Blackpool           | Crown Oil Arena              | 24 de agosto    | 15:00 |
| Shrewsbury Town   | 0 - 0 | Burton Albion       | Montgomery Waters Meadow     | 24 de agosto    | 15:00 |
| Sunderland        | 3 - 1 | Wimbledon           | Stadium of Light             | 24 de agosto    | 15:00 |
| MK Dons           | 0 - 4 | Peterborough United | Stadium MK                   | 24 de agosto    | 15:00 |
| Portsmouth        | 3 - 2 | Rotherham United    | Fratton Park                 | 26 de noviembre | 19:45 |

| Wimbledon           | 0 - 0 | Wycombe Wanderers | The Cherry Red Records Stadium | 31 de agosto | 15:00 |
| Accrington Stanley  | 2 - 1 | MK Dons           | The Wham Stadium               | 31 de agosto | 15:00 |
| Peterborough United | 3 - 0 | Sunderland        | ABAX Stadium                   | 31 de agosto | 15:00 |
| Burton Albion       | 2 - 0 | Bristol Rovers    | Pirelli Stadium                | 31 de agosto | 15:00 |
| Gillingham          | 5 - 0 | Bolton Wanderers  | KRBS Priestfield Stadium       | 31 de agosto | 15:00 |
| Ipswich Town        | 3 - 0 | Shrewsbury Town   | Portman Road                   | 31 de agosto | 15:00 |
| Lincoln City        | 2 - 0 | Fleetwood Town    | Sincil Bank                    | 31 de agosto | 15:00 |
| Oxford United       | 3 - 3 | Coventry City     | Kassam Stadium                 | 31 de agosto | 15:00 |
| Roterham United     | 1 - 1 | Tranmere Rovers   | AESSEAL New York Stadium       | 31 de agosto | 15:00 |
| Blackpool           | 1 - 1 | Portsmouth        | Bloomfield Road                | 31 de agosto | 15:00 |
| Southend United     | 0 - 3 | Rochdale          | Roots Hall                     | 31 de agosto | 15:00 |

| MK Dons           | 2 - 1 | Wimbledon           | Stadium MK               | 7 de septiembre | 12:00 |
| Doncaster Rovers  | 2 - 1 | Rotherham United    | Keepmoat Stadium         | 7 de septiembre | 12:30 |
| Bristol Rovers    | 3 - 3 | Accrington Stanley  | Memorial Stadium         | 7 de septiembre | 15:00 |
| Coventry City     | 3 - 2 | Blackpool           | St Andrew's Stadium      | 7 de septiembre | 15:00 |
| Fleetwood Town    | 2 - 1 | Oxford United       | Highbury Stadium         | 7 de septiembre | 15:00 |
| Tranmere Rovers   | 2 - 2 | Gillingham          | Prenton Park             | 7 de septiembre | 15:00 |
| Wycombe Wanderers | 3 - 1 | Lincoln City        | Adams Park               | 7 de septiembre | 15:00 |
| Portsmouth        | 4 - 1 | Southend United     | Fratton Park             | 5 de noviembre  | 19:45 |
| Rochdale          | 0 - 1 | Ipswich Town        | Crown Oil Arena          | 5 de noviembre  | 19:45 |
| Shrewsbury Town   | 1 - 0 | Peterborough United | Montgomery Waters Meadow | 5 de noviembre  | 19:45 |
| Sunderland        | 1 - 2 | Burton Albion       | Stadium of Light         | 26 de noviembre | 19:45 |

| Southend United     | 3 - 3 | Fleetwood Town    | Roots Hall                     | 14 de septiembre | 15:00 |
| Accrington Stanley  | 1 - 3 | Sunderland        | The Wham Stadium               | 14 de septiembre | 15:00 |
| Blackpool           | 0 - 3 | MK Dons           | Bloomfield Road                | 14 de septiembre | 15:00 |
| Burton Albion       | 0 - 0 | Coventry City     | Pirelli Stadium                | 14 de septiembre | 15:00 |
| Wimbledon           | 1 - 1 | Shrewsbury Town   | The Cherry Red Records Stadium | 14 de septiembre | 15:00 |
| Ipswich Town        | 0 - 0 | Doncaster Rovers  | Portman Road                   | 14 de septiembre | 15:00 |
| Lincoln City        | 0 - 1 | Bristol Rovers    | Sincil Bank                    | 14 de septiembre | 15:00 |
| Oxford United       | 3 - 0 | Tranmere Rovers   | Kassam Stadium                 | 14 de septiembre | 15:00 |
| Peterborough United | 6 - 0 | Rochdale          | ABAX Stadium                   | 14 de septiembre | 15:00 |
| Roterham United     | 6 - 1 | Bolton Wanderers  | AESSEAL New York Stadium       | 14 de septiembre | 15:00 |
| Gillingham          | 2 - 0 | Wycombe Wanderers | KRBS Priestfield Stadium       | 14 de septiembre | 15:00 |

| Bristol Rovers    | 1 - 1 | Gillingham          | Memorial Stadium             | 17 de septiembre | 19:45 |
| Coventry City     | 2 - 1 | Wimbledon           | St Andrew's Stadium          | 17 de septiembre | 19:45 |
| Doncaster Rovers  | 0 - 1 | Blackpool           | Keepmoat Stadium             | 17 de septiembre | 19:45 |
| MK Dons           | 0 - 1 | Ipswich Town        | Stadium MK                   | 17 de septiembre | 19:45 |
| Portsmouth        | 2 - 2 | Burton Albion       | Fratton Park                 | 17 de septiembre | 19:45 |
| Rochdale          | 1 - 1 | Lincoln City        | Crown Oil Arena              | 17 de septiembre | 19:45 |
| Shrewsbury Town   | 4 - 3 | Southend United     | Montgomery Waters Meadow     | 17 de septiembre | 19:45 |
| Sunderland        | 1 - 1 | Rotherham United    | Stadium of Light             | 17 de septiembre | 19:45 |
| Tranmere Rovers   | 2 - 2 | Peterborough United | Prenton Park                 | 17 de septiembre | 19:45 |
| Wycombe Wanderers | 1 - 1 | Accrington Stanley  | Adams Park                   | 17 de septiembre | 19:45 |
| Bolton Wanderers  | 0 - 0 | Oxford United       | University of Bolton Stadium | 17 de septiembre | 20:00 |

| Wimbledon          | 1 - 3 | Bristol Rovers      | The Cherry Red Records Stadium | 21 de septiembre | 15:00 |
| Accrington Stanley | 1 - 1 | Blackpool           | The Wham Stadium               | 21 de septiembre | 15:00 |
| Bolton Wanderers   | 1 - 1 | Sunderland          | University of Bolton Stadium   | 21 de septiembre | 15:00 |
| Doncaster Rovers   | 2 - 0 | Peterborough United | Keepmoat Stadium               | 21 de septiembre | 15:00 |
| Fleetwood Town     | 2 - 1 | Rochdale            | Highbury Stadium               | 21 de septiembre | 15:00 |
| Gillingham         | 0 - 1 | Ipswich Town        | KRBS Priestfield Stadium       | 21 de septiembre | 15:00 |
| Lincoln City       | 0 - 6 | Oxford United       | Sincil Bank                    | 21 de septiembre | 15:00 |
| MK Dons            | 0 - 1 | Southend United     | Stadium MK                     | 21 de septiembre | 15:00 |
| Roterham United    | 0 - 0 | Shrewsbury Town     | AESSEAL New York Stadium       | 21 de septiembre | 15:00 |
| Tranmere Rovers    | 2 - 1 | Burton Albion       | Prenton Park                   | 21 de septiembre | 15:00 |
| Wycombe Wanderers  | 1 - 0 | Portsmouth          | Adams Park                     | 21 de septiembre | 15:00 |

| Blackpool           | 2 - 1 | Lincoln City       | Bloomfield Road          | 27 de septiembre | 19:45 |
| Sunderland          | 2 - 1 | MK Dons            | Stadium of Light         | 28 de diciembre  | 15:00 |
| Bristol Rovers      | 1 - 0 | Rotherham United   | Memorial Stadium         | 28 de diciembre  | 15:00 |
| Coventry City       | 1 - 1 | Doncaster Rovers   | St Andrew's Stadium      | 28 de diciembre  | 15:00 |
| Ipswich Town        | 4 - 1 | Tranmere Rovers    | Portman Road             | 28 de diciembre  | 15:00 |
| Oxford United       | 3 - 0 | Gillingham         | Kassam Stadium           | 28 de diciembre  | 15:00 |
| Portsmouth          | 1 - 0 | Bolton Wanderers   | Fratton Park             | 28 de diciembre  | 15:00 |
| Rochdale            | 0 - 3 | Wycombe Wanderers  | Crown Oil Arena          | 28 de diciembre  | 15:00 |
| Shrewsbury Town     | 0 - 3 | Fleetwood Town     | Montgomery Waters Meadow | 28 de diciembre  | 15:00 |
| Southend United     | 0 - 1 | Accrington Stanley | Roots Hall               | 28 de diciembre  | 15:00 |
| Peterborough United | 3 - 2 | Wimbledon          | ABAX Stadium             | 28 de diciembre  | 15:00 |

| Wimbledon          | 3 - 2 | Rochdale            | The Cherry Red Records Stadium | 5 de octubre | 15:00 |
| Accrington Stanley | 2 - 2 | Oxford United       | The Wham Stadium               | 5 de octubre | 15:00 |
| Doncaster Rovers   | 1 - 2 | Portsmouth          | Keepmoat Stadium               | 5 de octubre | 15:00 |
| Fleetwood Town     | 0 - 1 | Ipswich Town        | Highbury Stadium               | 5 de octubre | 15:00 |
| Gillingham         | 3 - 1 | Southend United     | KRBS Priestfield Stadium       | 5 de octubre | 15:00 |
| Lincoln City       | 2 - 0 | Sunderland          | Sincil Bank                    | 5 de octubre | 15:00 |
| MK Dons            | 0 - 3 | Burton Albion       | Stadium MK                     | 5 de octubre | 15:00 |
| Roterham United    | 4 - 0 | Coventry City       | AESSEAL New York Stadium       | 5 de octubre | 15:00 |
| Tranmere Rovers    | 0 - 1 | Shrewsbury Town     | Prenton Park                   | 5 de octubre | 15:00 |
| Wycombe Wanderers  | 3 - 3 | Peterborough United | Adams Park                     | 5 de octubre | 15:00 |
| Bolton Wanderers   | 0 - 0 | Blackpool           | University of Bolton Stadium   | 7 de octubre | 20:00 |

| Blackpool           | 1 - 2 | Rotherham United   | Bloomfield Road     | 12 de octubre   | 15:00 |
| Bristol Rovers      | 1 - 0 | MK Dons            | Memorial Stadium    | 12 de octubre   | 15:00 |
| Oxford United       | 3 - 0 | Doncaster Rovers   | Kassam Stadium      | 12 de octubre   | 15:00 |
| Peterborough United | 2 - 0 | Lincoln City       | ABAX Stadium        | 12 de octubre   | 15:00 |
| Portsmouth          | 0 - 0 | Gillingham         | Fratton Park        | 12 de octubre   | 15:00 |
| Rochdale            | 2 - 1 | Accrington Stanley | Crown Oil Arena     | 12 de octubre   | 15:00 |
| Southend United     | 1 - 4 | Wimbledon          | Roots Hall          | 12 de octubre   | 15:00 |
| Coventry City       | 0 - 1 | Tranmere Rovers    | St Andrew's Stadium | 13 de octubre   | 12:00 |
| Ipswich Town        | 0 - 0 | Wycombe Wanderers  | Portman Road        | 26 de noviembre | 19:45 |
| Sunderland          | 1 - 1 | Fleetwood Town     | Stadium of Light    | 25 de febrero   | 19:45 |
| Burton Albion       | 2 - 2 | Bolton Wanderers   | Pirelli Stadium     | 10 de marzo     | 19:45 |

| Lincoln City       | 0 - 0 | Shrewsbury Town     | Sincil Bank                    | 18 de octubre | 19:45 |
| Tranmere Rovers    | 1 - 1 | Southend United     | Prenton Park                   | 18 de octubre | 19:45 |
| Wycombe Wanderers  | 1 - 0 | Sunderland          | Adams Park                     | 19 de octubre | 15:00 |
| Bolton Wanderers   | 1 - 3 | Rochdale            | University of Bolton Stadium   | 19 de octubre | 15:00 |
| Doncaster Rovers   | 2 - 0 | Bristol Rovers      | Keepmoat Stadium               | 19 de octubre | 15:00 |
| Wimbledon          | 1 - 0 | Portsmouth          | The Cherry Red Records Stadium | 19 de octubre | 15:00 |
| Gillingham         | 1 - 2 | Peterborough United | KRBS Priestfield Stadium       | 19 de octubre | 15:00 |
| MK Dons            | 0 - 0 | Coventry City       | Stadium MK                     | 19 de octubre | 15:00 |
| Roterham United    | 1 - 2 | Oxford United       | AESSEAL New York Stadium       | 19 de octubre | 15:00 |
| Fleetwood Town     | 4 - 1 | Burton Albion       | Highbury Stadium               | 19 de octubre | 15:00 |
| Accrington Stanley | 2 - 0 | Ipswsich Town       | The Wham Stadium               | 20 de octubre | 12:00 |

| Blackpool           | 1 - 1 | Wycombe Wanderers  | Bloomfield Road          | 22 de octubre | 19:45 |
| Bristol Rovers      | 0 - 2 | Bolton Wanderers   | Memorial Stadium         | 22 de octubre | 19:45 |
| Burton Albion       | 1 - 0 | Wimbledon          | Pirelli Stadium          | 22 de octubre | 19:45 |
| Portsmouth          | 1 - 0 | Lincoln City       | Fratton Park             | 22 de octubre | 19:45 |
| Rochdale            | 2 - 0 | MK Dons            | Crown Oil Arena          | 22 de octubre | 19:45 |
| Shrewsbury Town     | 1 - 1 | Gillingham         | Montgomery Waters Meadow | 22 de octubre | 19:45 |
| Southend United     | 1 - 7 | Doncaster Rovers   | Roots Hall               | 22 de octubre | 19:45 |
| Sunderland          | 5 - 0 | Tranmere Rovers    | Stadium of Light         | 22 de octubre | 19:45 |
| Ipswich Town        | 0 - 2 | Rotherham United   | Portman Road             | 23 de octubre | 19:45 |
| Peterborough United | 4 - 0 | Accrington Stanley | ABAX Stadium             | 23 de octubre | 19:45 |
| Coventry City       | 2 - 1 | Fleetwood Town     | St Andrew's Stadium      | 23 de octubre | 19:45 |

| Accrington Stanley  | 0 - 1 | Gillingham        | The Wham Stadium         | 26 de octubre | 15:00 |
| Bristol Rovers      | 2 - 2 | Portsmouth        | Memorial Stadium         | 26 de octubre | 15:00 |
| Burton Albion       | 0 - 0 | Blackpool         | Pirelli Stadium          | 26 de octubre | 15:00 |
| Fleetwood Town      | 1 - 0 | MK Dons           | Highbury Stadium         | 26 de octubre | 15:00 |
| Oxford United       | 3 - 0 | Rochdale          | Kassam Stadium           | 26 de octubre | 15:00 |
| Peterborough United | 2 - 2 | Coventry City     | ABAX Stadium             | 26 de octubre | 15:00 |
| Roterham United     | 0 - 1 | Wycombe Wanderers | AESSEAL New York Stadium | 26 de octubre | 15:00 |
| Shrewsbury Town     | 1 - 0 | Sunderland        | Montgomery Waters Meadow | 26 de octubre | 15:00 |
| Southend United     | 1 - 3 | Ipswich Town      | Roots Hall               | 26 de octubre | 15:00 |
| Lincoln City        | 5 - 1 | Bolton Wanderers  | Sincil Bank              | 14 de enero   | 19:45 |
| Tranmere Rovers     | 0 - 3 | Doncaster Rovers  | Prenton Park             | 4 de febrero  | 19:45 |

| Wycombe Wanderers | 1 - 0 | Shrewsbury Town     | Adams Park                     | 2 de noviembre | 15:00 |
| Blackpool         | 4 - 3 | Peterborough United | Bloomfield Road                | 2 de noviembre | 15:00 |
| Bolton Wanderers  | 2 - 1 | Fleetwood Town      | University of Bolton Stadium   | 2 de noviembre | 15:00 |
| Coventry City     | 0 - 0 | Accrington Stanley  | St Andrew's Stadium            | 2 de noviembre | 15:00 |
| Doncaster Rovers  | 2 - 2 | Burton Albion       | Keepmoat Stadium               | 2 de noviembre | 15:00 |
| Wimbledon         | 1 - 1 | Lincoln City        | The Cherry Red Records Stadium | 2 de noviembre | 15:00 |
| MK Dons           | 1 - 3 | Tranmere Rovers     | Stadium MK                     | 2 de noviembre | 15:00 |
| Portsmouth        | 1 - 1 | Oxford United       | Fratton Park                   | 2 de noviembre | 15:00 |
| Rochdale          | 1 - 2 | Bristol City        | Crown Oil Arena                | 2 de noviembre | 15:00 |
| Sunderland        | 1 - 0 | Southend United     | Stadium of Light               | 2 de noviembre | 15:00 |
| Gillingham        | 0 - 3 | Rotherham United    | KRBS Priestfield Stadium       | 2 de noviembre | 15:00 |

| Blackpool        | 2 - 0 | Wimbledon          | Bloomfield Road              | 16 de noviembre | 15:00 |
| Bolton Wanderers | 1 - 0 | MK Dons            | University of Bolton Stadium | 16 de noviembre | 15:00 |
| Roterham United  | 1 - 0 | Accrington Stanley | AESSEAL New York Stadium     | 16 de noviembre | 15:00 |
| Coventry City    | 2 - 1 | Rochdale           | St Andrew's Stadium          | 16 de noviembre | 15:00 |
| Gillingham       | 1 - 0 | Lincoln City       | KRBS Priestfield Stadium     | 16 de noviembre | 15:00 |
| Tranmere Rovers  | 0 - 2 | Wycombe Wanderers  | Prenton Park                 | 17 de noviembre | 12:00 |
| Burton Albion    | 1 - 1 | Southend United    | Pirelli Stadium              | 3 de diciembre  | 19:45 |
| Doncaster Rovers | 2 - 0 | Shrewsbury Town    | Keepmoat Stadium             | 7 de enero      | 19:45 |
| Oxford United    | 0 - 0 | Ipswich Town       | Kassam Stadium               | 14 de enero     | 19:45 |
| Portsmouth       | 2 - 2 | Fleetwood Town     | Fratton Park                 | 10 de marzo     | 19:45 |
| Bristol Rovers   | 2 - 0 | Sunderland         | Memorial Stadium             | 10 de marzo     | 19:45 |

| Wimbledon           | 1 - 0 | Gillingham       | The Cherry Red Records Stadium | 23 de noviembre | 15:00 |
| Accrington Stanley  | 7 - 1 | Bolton Wanderers | The Wham Stadium               | 23 de noviembre | 15:00 |
| Fleetwood Town      | 2 - 1 | Tranmere Rovers  | Highbury Stadium               | 23 de noviembre | 15:00 |
| Ipswich Town        | 2 - 2 | Blackpool        | Portman Road                   | 23 de noviembre | 15:00 |
| MK Dons             | 2 - 3 | Rotherham United | Stadium MK                     | 23 de noviembre | 15:00 |
| Peterborough United | 1 - 0 | Burton Albion    | ABAX Stadium                   | 23 de noviembre | 15:00 |
| Rochdale            | 0 - 3 | Portsmouth       | Crown Oil Arena                | 23 de noviembre | 15:00 |
| Shrewsbury Town     | 3 - 4 | Bristol Rovers   | Montgomery Waters Meadow       | 23 de noviembre | 15:00 |
| Southend United     | 0 - 4 | Oxford United    | Roots Hall                     | 23 de noviembre | 15:00 |
| Sunderland          | 1 - 1 | Coventry City    | Stadium of Light               | 23 de noviembre | 15:00 |
| Wycombe Wanderers   | 1 - 0 | Doncaster Rovers | Adams Park                     | 23 de noviembre | 15:00 |

| Tranmere Rovers  | 1 - 1 | Accrington Stanley  | Prenton Park                 | 7 de diciembre | 15:00 |
| Bolton Wanderers | 2 - 2 | Wimbledon           | University of Bolton Stadium | 7 de diciembre | 15:00 |
| Bristol Rovers   | 4 - 2 | Southen United      | Memorial Stadium             | 7 de diciembre | 15:00 |
| Burton Albion    | 0 - 2 | Lincoln City        | Pirelli Stadium              | 7 de diciembre | 15:00 |
| Blackpool        | 3 - 1 | Fleetwood Town      | Bloomfield Road              | 7 de diciembre | 15:00 |
| Coventry City    | 1 - 1 | Ipswich Town        | St Andrew's Stadium          | 7 de diciembre | 15:00 |
| Doncaster Rovers | 1 - 1 | MK Dons             | Keepmoat Stadium             | 7 de diciembre | 15:00 |
| Gillingham       | 1 - 0 | Sunderland          | KRBS Priestfield Stadium     | 7 de diciembre | 15:00 |
| Oxford United    | 0 - 0 | Shrewsbury Town     | Kassam Stadium               | 7 de diciembre | 15:00 |
| Portsmouth       | 2 - 2 | Peterborough United | Fratton Park                 | 7 de diciembre | 15:00 |
| Roterham United  | 0 - 1 | Rochdale            | AESSEAL New York Stadium     | 7 de diciembre | 15:00 |

| Wimbledon           | 2 - 1 | Doncaster Rovers | The Cherry Red Records Stadium | 14 de diciembre | 15:00 |
| Accrington Stanley  | 4 - 1 | Portsmouth       | The Wham Stadium               | 14 de diciembre | 15:00 |
| Fleetwood Town      | 1 - 1 | Gillingham       | Highbury Stadium               | 14 de diciembre | 15:00 |
| Wycombe Wanderers   | 2 - 0 | Burton Albion    | Adams Park                     | 14 de diciembre | 15:00 |
| Lincoln City        | 1 - 0 | Tranmere Rovers  | Sincil Bank                    | 14 de diciembre | 15:00 |
| MK Dons             | 1 - 0 | Oxford United    | Stadium MK                     | 14 de diciembre | 15:00 |
| Peterborough United | 1 - 0 | Bolton Wanderers | ABAX Stadium                   | 14 de diciembre | 15:00 |
| Shrewsbury Town     | 2 - 1 | Coventry City    | Montgomery Waters Meadow       | 14 de diciembre | 15:00 |
| Southend United     | 2 - 2 | Rotherham United | Roots Hall                     | 14 de diciembre | 15:00 |
| Sunderland          | 1 - 1 | Blackpool        | Stadium of Light               | 14 de diciembre | 15:00 |
| Ipswich Town        | 1 - 2 | Bristol Rovers   | Portman Road                   | 14 de diciembre | 15:00 |

| Blackpool        | 0 - 1 | Shrewsbury          | Bloomfield Road              | 21 de diciembre | 15:00 |
| Bolton Wanderers | 3 - 2 | Southend United     | University of Bolton Stadium | 21 de diciembre | 15:00 |
| Bristol Rovers   | 0 - 0 | Peterborough United | Memorial Stadium             | 21 de diciembre | 15:00 |
| Burton Albion    | 3 - 1 | Rochdale            | Pirelli Stadium              | 21 de diciembre | 15:00 |
| Coventry City    | 1 - 0 | Lincoln City        | St Andrew's Stadium          | 21 de diciembre | 15:00 |
| Doncaster Rovers | 1 - 1 | Accrington Stanley  | Keepmoat Stadium             | 21 de diciembre | 15:00 |
| Gillingham       | 3 - 1 | MK Dons             | KRBS Priestfield Stadium     | 21 de diciembre | 15:00 |
| Oxford United    | 1 - 0 | Wycombe Wanderers   | Kassam Stadium               | 21 de diciembre | 15:00 |
| Portsmouth       | 1 - 0 | Ipwswich Town       | Fratton Park                 | 21 de diciembre | 15:00 |
| Roterham United  | 2 - 2 | Fleetwood Town      | AESSEAL New York Stadium     | 21 de diciembre | 15:00 |
| Tranmere Rovers  | 1 - 0 | Wimbledon           | Prenton Park                 | 21 de diciembre | 15:00 |

| Sunderland          | 0 - 0 | Bolton Wanderers   | Stadium of Light         | 26 de diciembre | 15:00 |
| Bristol Rovers      | 1 - 2 | Wimbledon          | Memorial Stadium         | 26 de diciembre | 15:00 |
| Burton Albion       | 4 - 2 | Tranmere Rovers    | Pirelli Stadium          | 26 de diciembre | 15:00 |
| Ipswich Town        | 0 - 0 | Gillingham         | Portman Road             | 26 de diciembre | 15:00 |
| Oxford United       | 1 - 0 | Lincoln City       | Kassam Stadium           | 26 de diciembre | 15:00 |
| Blackpool           | 0 - 1 | Accrington Stanley | Bloomfield Road          | 26 de diciembre | 15:00 |
| Portsmouth          | 2 - 0 | Wycombe Wanderers  | Fratton Park             | 26 de diciembre | 15:00 |
| Rochdale            | 2 - 3 | Fleetwood Town     | Crown Oil Arena          | 26 de diciembre | 15:00 |
| Shrewsbury Town     | 1 - 2 | Rotherham United   | Montgomery Waters Meadow | 26 de diciembre | 15:00 |
| Southend United     | 2 - 2 | MK Dons            | Roots Hall               | 26 de diciembre | 15:00 |
| Peterborough United | 0 - 3 | Doncaster Rovers   | ABAX Stadium             | 26 de diciembre | 15:00 |

### Segunda vuelta
| Wycombe Wanderers  | 1 - 4 | Coventry City       | Adams Park                     | 29 de diciembre | 15:00 |
| Accrington Stanley | 2 - 0 | Burton Albion       | The Wham Stadium               | 29 de diciembre | 15:00 |
| Bolton Wanderers   | 1 - 1 | Shrewsbury Town     | University of Bolton Stadium   | 29 de diciembre | 15:00 |
| Doncaster Rovers   | 1 - 2 | Sunderland          | Keepmoat Stadium               | 29 de diciembre | 15:00 |
| Fleetwood Town     | 0 - 0 | Bristol Rovers      | Highbury Stadium               | 29 de diciembre | 15:00 |
| Gillingham         | 1 - 0 | Rochdale            | KRBS Priestfield Stadium       | 29 de diciembre | 15:00 |
| Lincoln City       | 5 - 3 | Ipswich Town        | Sincil Bank                    | 29 de diciembre | 15:00 |
| MK Dons            | 3 - 1 | Portsmouth          | Stadium MK                     | 29 de diciembre | 15:00 |
| Roterham United    | 4 - 0 | Peterborough United | AESSEAL New York Stadium       | 29 de diciembre | 15:00 |
| Tranmere Rovers    | 1 - 1 | Blackpool           | Prenton Park                   | 29 de diciembre | 15:00 |
| Wimbledon          | 1 - 2 | Oxford United       | The Cherry Red Records Stadium | 29 de diciembre | 15:00 |

| Wimbledon          | 1 - 1 | Southend United     | The Cherry Red Records Stadium | 1 de enero | 15:00 |
| Accrington Stanley | 1 - 2 | Rochdale            | The Wham Stadium               | 1 de enero | 15:00 |
| Bolton Wanderers   | 3 - 4 | Burton Albion       | University of Bolton Stadium   | 1 de enero | 15:00 |
| Doncaster Rovers   | 1 - 0 | Oxford United       | Keepmoat Stadium               | 1 de enero | 15:00 |
| Fleetwood Town     | 1 - 1 | Sunderland          | Highbury Stadium               | 1 de enero | 15:00 |
| Gillingham         | 1 - 1 | Portsmouth          | KRBS Priestfield Stadium       | 1 de enero | 15:00 |
| Lincoln City       | 2 - 1 | Peterborough United | Sincil Bank                    | 1 de enero | 15:00 |
| MK Dons            | 3 - 0 | Bristol Rovers      | Stadium MK                     | 1 de enero | 15:00 |
| Roterham United    | 2 - 1 | Blackpool           | AESSEAL New York Stadium       | 1 de enero | 15:00 |
| Tranmere Rovers    | 1 - 4 | Coventry City       | Prenton Park                   | 1 de enero | 15:00 |
| Wycombe Wanderers  | 1 - 1 | Ipswich Town        | Adams Park                     | 1 de enero | 15:00 |

| Sunderland          | 3 - 1 | Lincoln City       | Stadium of Light         | 4 de enero    | 15:00     |
| Burton Albion       | 1 - 0 | MK Dons            | Pirelli Stadium          | 14 de enero   | 19:45     |
| Peterborough United | 4 - 0 | Wycombe Wanderers  | ABAX Stadium             | 21 de enero   | 19:45     |
| Southend United     | 0 - 1 | Gillingham         | Roots Hall               | 18 de febrero | 19:45     |
| Blackpool           | 2 - 0 | Bolton Wanderers   | Bloomfield Road          | 25 de febrero | 19:45     |
| Coventry City       | 1 - 1 | Rotherham United   | St Andrew's Stadium      | 25 de febrero | 19:45     |
| Oxford United       | 3 - 0 | Accrington Stanley | Kassam Stadium           | 25 de febrero | 19:45     |
| Shrewsbury Town     | 2 - 3 | Tranmere Rovers    | Montgomery Waters Meadow | 25 de febrero | 19:45     |
| Ipswich Town        | 0 - 1 | Fleetwood Town     | Portman Road             | 3 de marzo    | 19:45     |
| Portsmouth          | -     | Doncaster Rovers   | Fratton Park             | Cancelado     | Cancelado |
| Rochdale            | -     | Wimbledon          | Crown Oil Arena          | Cancelado     | Cancelado |

| Bristol Rovers      | 0 - 2 | Doncaster Rovers   | Memorial Stadium         | 11 de enero | 15:00 |
| Burton Albion       | 1 - 0 | Fleetwoon Town     | Pirelli Stadium          | 11 de enero | 15:00 |
| Coventry City       | 1 - 1 | MK Dons            | St Andrew's Stadium      | 11 de enero | 15:00 |
| Ipswich Town        | 4 - 1 | Accrington Stanley | Portman Road             | 11 de enero | 15:00 |
| Oxford United       | 1 - 3 | Rotherham United   | Kassam Stadium           | 11 de enero | 15:00 |
| Peterborough United | 0 - 0 | Gillinham          | ABAX Stadium             | 11 de enero | 15:00 |
| Portsmouth          | 2 - 1 | Wimbledon          | Fratton Park             | 11 de enero | 15:00 |
| Rochdale            | 2 - 0 | Bolton Wanderers   | Crown Oil Arena          | 11 de enero | 15:00 |
| Southend United     | 0 - 0 | Tranmere Rovers    | Roots Hall               | 11 de enero | 15:00 |
| Shrewsbury Town     | 1 - 1 | Lincoln City       | Montgomery Waters Meadow | 11 de enero | 15:00 |
| Sunderland          | 4 - 0 | Wycombe Wanderers  | Stadium of Light         | 11 de enero | 15:00 |

| Wimbledon          | 1 - 0 | Peterborough United | The Cherry Red Records Stadium | 18 de enero | 15:00 |
| Accrington Stanley | 1 - 2 | Southend United     | The Wham Stadium               | 18 de enero | 15:00 |
| Bolton Wanderers   | 0 - 1 | Portsmouth          | University of Bolton Stadium   | 18 de enero | 15:00 |
| Doncaster Rovers   | 0 - 1 | Coventry City       | Keepmoat Stadium               | 18 de enero | 15:00 |
| Fleetwood Town     | 2 - 2 | Shrewsbury Town     | Highbury Stadium               | 18 de enero | 15:00 |
| Gillingham         | 1 - 1 | Oxford United       | KRBS Priestfield Stadium       | 18 de enero | 15:00 |
| Lincoln City       | 1 - 0 | Blackpool           | Sincil Bank                    | 18 de enero | 15:00 |
| MK Dons            | 0 - 1 | Sunderland          | Stadium MK                     | 18 de enero | 15:00 |
| Roterham United    | 3 - 0 | Bristol Rovers      | AESSEAL New York Stadium       | 18 de enero | 15:00 |
| Tranmere Rovers    | 1 - 2 | Ipswich Town        | Prenton Park                   | 18 de enero | 15:00 |
| Wycombe Wanderers  | 2 - 1 | Rochdale            | Adams Park                     | 18 de enero | 15:00 |

| Bristol Rovers      | 0 - 0 | Fleetwood Town     | Memorial Stadium         | 25 de enero   | 15:00     |
| Burton Albion       | 1 - 1 | Acrrington Stanley | Pirelli Stadium          | 25 de enero   | 15:00     |
| Ipswich Town        | 1 - 0 | Lincoln City       | Portman Road             | 25 de enero   | 15:00     |
| Peterborough United | 2 - 1 | Rotherham United   | ABAX Stadium             | 25 de enero   | 15:00     |
| Rochdale            | 2 - 2 | Gillingham         | Crown Oil Arena          | 25 de enero   | 15:00     |
| Sunderland          | 0 - 0 | Doncaster United   | Stadium of Light         | 25 de enero   | 15:00     |
| Oxford United       | 5 - 0 | Wimbledon          | Kassam Stadium           | 18 de febrero | 19:45     |
| Portsmouth          | 3 - 1 | Milton Keynes Dons | Fratton Park             | 25 de febrero | 19:45     |
| Blackpool           | 1 - 2 | Tranmere Rovers    | Bloomfield Road          | 10 de marzo   | 19:45     |
| Coventry City       | -     | Wycombe United     | St Andrew's Stadium      | Cancelado     | Cancelado |
| Shrewsbury Town     | -     | Bolton Wanderers   | Montgomery Waters Meadow | Cancelado     | Cancelado |

| Wimbledon          | 2 - 2 | Burton Albion       | The Cherry Red Records Stadium | 28 de enero | 19:45 |
| Accrington Stanley | 0 - 2 | Peterborough United | The Wham Stadium               | 28 de enero | 19:45 |
| Doncaster Rovers   | 3 - 1 | Southend United     | Keepmoat Stadium               | 28 de enero | 19:45 |
| Fleetwood Town     | 0 - 0 | Coventry City       | Highbury Stadium               | 28 de enero | 19:45 |
| Lincoln City       | 0 - 2 | Portsmouth          | Sincil Bank                    | 28 de enero | 19:45 |
| MK Dons            | 2 - 1 | Rochdale            | Stadium MK                     | 28 de enero | 19:45 |
| Roterham United    | 1 - 0 | Ipswich Town        | AESSEAL New York Stadium       | 28 de enero | 19:45 |
| Wycombe Wanderers  | 2 - 1 | Blackpool           | Adams Park                     | 28 de enero | 19:45 |
| Bolton Wanderers   | 1 - 1 | Bristol Rovers      | University of Bolton Stadium   | 28 de enero | 20:00 |
| Gillingham         | 2 - 0 | Shrewsbury Town     | KRBS Priestfield Stadium       | 29 de enero | 19:45 |
| Tranmere Rovers    | 0 - 1 | Sunderland          | Prenton Park                   | 29 de enero | 19:45 |

| Accrington Stanley | 2 - 1 | Wimbledon           | The Wham Stadium             | 1 de febrero | 15:00 |
| Bolton Wanderers   | 2 - 0 | Tranmere Rovers     | University of Bolton Stadium | 1 de febrero | 15:00 |
| Bristol Rovers     | 1 - 2 | Coventry City       | Memorial Stadium             | 1 de febrero | 15:00 |
| Fleetwood Town     | 2 - 1 | Doncaster Rovers    | Highbury Stadium             | 1 de febrero | 15:00 |
| Ipswich Town       | 1 - 4 | Peterborough United | Portman Road                 | 1 de febrero | 15:00 |
| MK Dons            | 2 - 0 | Wycombe Wanderers   | Stadium MK                   | 1 de febrero | 15:00 |
| Oxford United      | 2 - 1 | Blackpool           | Kassam Stadium               | 1 de febrero | 15:00 |
| Portsmouth         | 2 - 0 | Sunderland          | Fratton Park                 | 1 de febrero | 15:00 |
| Rochdale           | 1 - 0 | Shrewsbury Town     | Crown Oil Arena              | 1 de febrero | 15:00 |
| Roterham United    | 3 - 2 | Burton Albion       | AESSEAL New York Stadium     | 1 de febrero | 15:00 |
| Southend United    | 2 - 1 | Lincoln Ciity       | Roots Hall                   | 1 de febrero | 15:00 |

| Lincoln City        | 0 - 1 | Rotherham United | Sincil Bank                    | 7 de febrero | 19:45 |
| Wycombe Wanderers   | 3 - 1 | Bristol Rovers   | Adams Park                     | 8 de febrero | 15:00 |
| Blackpool           | 2 - 1 | Southend United  | Bloomfield Road                | 8 de febrero | 15:00 |
| Burton Albion       | 0 - 0 | Gillingham       | Pirelli Stadium                | 8 de febrero | 15:00 |
| Coventry City       | 2 - 1 | Bolton Wanderers | St Andrew's Stadium            | 8 de febrero | 15:00 |
| Wimbledon           | 1 - 2 | Fleetwood Town   | The Cherry Red Records Stadium | 8 de febrero | 15:00 |
| Peterborough United | 4 - 0 | Oxford United    | ABAX Stadium                   | 8 de febrero | 15:00 |
| Shrewsbury Town     | 1 - 1 | MK Dons          | Montgomery Waters Meadow       | 8 de febrero | 15:00 |
| Sunderland          | 1 - 0 | Ipswich Town     | Stadium of Light               | 8 de febrero | 15:00 |
| Tranmere Rovers     | 0 - 2 | Portsmouth       | Prenton Park                   | 8 de febrero | 15:00 |
| Doncaster Rovers    | 1 - 1 | Rochdale         | Keepmoat Stadium               | 8 de febrero | 15:00 |

| Wimbledon           | 0 - 0 | Ipswich Town       | The Cherry Red Records Stadium | 11 de febrero | 19:45 |
| Blackpool           | 2 - 3 | Gillingham         | Bloomfield Road                | 11 de febrero | 19:45 |
| Burton Albion       | 2 - 2 | Oxford United      | Pirelli Stadium                | 11 de febrero | 19:45 |
| Coventry City       | 1 - 0 | Portsmouth         | St Andrew's Stadium            | 11 de febrero | 19:45 |
| Doncaster Rovers    | 2 - 1 | Bolton Wanderers   | Keepmoat Stadium               | 11 de febrero | 19:45 |
| Lincoln City        | 1 - 1 | MK Dons            | Sincil Bank                    | 11 de febrero | 19:45 |
| Peterborough United | 4 - 0 | Southend United    | ABAX Stadium                   | 11 de febrero | 19:45 |
| Shrewsbury Town     | 0 - 2 | Accrington Stanley | Montgomery Waters Meadow       | 11 de febrero | 19:45 |
| Sunderland          | 3 - 0 | Rochdale           | Stadium of Light               | 11 de febrero | 19:45 |
| Tranmere Rovers     | 0 - 0 | Bristol Rovers     | Prenton Park                   | 11 de febrero | 19:45 |
| Wycombe Wanderers   | 0 - 1 | Fleetwood Town     | Adams Park                     | 11 de febrero | 19:45 |

| Accrington Stanley | 4 - 3 | Lincoln City        | The Wham Stadium             | 15 de febrero | 15:00     |
| Bolton Wanderers   | 0 - 2 | Wycombe Wanderers   | University of Bolton Stadium | 15 de febrero | 15:00     |
| Bristol Rovers     | 2 - 1 | Blackpool           | Memorial Stadium             | 15 de febrero | 15:00     |
| Fleetwood Town     | 2 - 1 | Peterborough United | Highbury Stadium             | 15 de febrero | 15:00     |
| Gillingham         | 2 - 1 | Doncaster Rovers    | KRBS Priestfield Stadium     | 15 de febrero | 15:00     |
| Ipswich Town       | 4 - 1 | Burton Albion       | Portman Road                 | 15 de febrero | 15:00     |
| Oxford United      | 0 - 1 | Sunderland          | Kassam Stadium               | 15 de febrero | 15:00     |
| Portsmouth         | 2 - 0 | Shrewsbury Town     | Fratton Park                 | 15 de febrero | 15:00     |
| Roterham United    | 2 - 2 | Wimbledon           | AESSEAL New York Stadium     | 15 de febrero | 15:00     |
| Southend United    | 0 - 2 | Coventry City       | Roots Hall                   | 15 de febrero | 15:00     |
| Rochdale           | -     | Tranmere Rovers     | Crown Oil Arena              | Cancelado     | Cancelado |

| Wycombe Wanderers  | 3 - 1 | Tranmere Rovers  | Adams Park                     | 22 de febrero | 15:00 |
| Accrington Stanley | 1 - 2 | Rotherham United | The Wham Stadium               | 22 de febrero | 15:00 |
| Fleetwood Town     | 1 - 0 | Portmouth        | Highbury Stadium               | 22 de febrero | 15:00 |
| Ipswich Town       | 0 - 1 | Oxford United    | Portman Road                   | 22 de febrero | 15:00 |
| Lincoln City       | 0 - 0 | Gillingham       | Sincil Bank                    | 22 de febrero | 15:00 |
| Wimbledon          | 0 - 0 | Blackpool        | The Cherry Red Records Stadium | 22 de febrero | 15:00 |
| MK Dons            | 1 - 0 | Bolton Wanderers | Stadium MK                     | 22 de febrero | 15:00 |
| Rochdale           | 1 - 2 | Coventry City    | Crown Oil Arena                | 22 de febrero | 15:00 |
| Shrewsbury Town    | 1 - 0 | Doncaster Rovers | Montgomery Waters Meadow       | 22 de febrero | 15:00 |
| Southend United    | 2 - 3 | Burton Albion    | Roots Hall                     | 22 de febrero | 15:00 |
| Sunderland         | 3 - 0 | Bristol Rovers   | Stadium of Light               | 22 de febrero | 15:00 |

| Portsmouth       | 3 - 0 | Rochdale            | Fratton Park                 | 28 de febrero | 19:45     |
| Bolton Wanderers | 0 - 0 | Accrington Stanley  | University of Bolton Stadium | 29 de febrero | 15:00     |
| Bristol Rovers   | 0 - 1 | Shrewsbury Town     | Memorial Stadium             | 29 de febrero | 15:00     |
| Burton Albion    | 1 - 1 | Peterborough United | Pirelli Stadium              | 29 de febrero | 15:00     |
| Doncaster Rovers | 3 - 1 | Wycombe Wanderers   | Keepmoat Stadium             | 29 de febrero | 15:00     |
| Gillingham       | 1 - 2 | Wimbledon           | KRBS Priestfield Stadium     | 29 de febrero | 15:00     |
| Oxford United    | 2 - 1 | Southend United     | Kassam Stadium               | 29 de febrero | 15:00     |
| Roterham United  | 1 - 1 | MK Dons             | AESSEAL New York Stadium     | 29 de febrero | 15:00     |
| Blackpool        | 2 - 1 | Ipswich Town        | Bloomfield Road              | 29 de febrero | 15:00     |
| Coventry City    | 1 - 0 | Sunderland          | St Andrew's Stadium          | 1 de marzo    | 12:00     |
| Tranmere Rovers  | -     | Fleetwood Town      | Prenton Park                 | Cancelado     | Cancelado |

| Wimbledon           | 0 - 0 | Bolton Wanderers | The Cherry Red Records Stadium | 7 de marzo | 15:00 |
| Accrington Stanley  | 1 - 2 | Tranmere Rovers  | The Wham Stadium               | 7 de marzo | 15:00 |
| Fleetwood Town      | 0 - 0 | Blackpool        | Highbury Stadium               | 7 de marzo | 15:00 |
| Ipswich Town        | 0 - 1 | Coventry City    | Portman Road                   | 7 de marzo | 15:00 |
| Lincoln City        | 3 - 2 | Burton Albion    | Sincil Bank                    | 7 de marzo | 15:00 |
| MK Dons             | 0 - 1 | Doncaster Rovers | Stadium MK                     | 7 de marzo | 15:00 |
| Peterborough United | 2 - 0 | Portsmouth       | ABAX Stadium                   | 7 de marzo | 15:00 |
| Rochdale            | 3 - 1 | Rotherham United | Crown Oil Arena                | 7 de marzo | 15:00 |
| Shrewsbury Town     | 2 - 3 | Oxford United    | Montgomery Waters Meadow       | 7 de marzo | 15:00 |
| Southend United     | 3 - 1 | Bristol Rovers   | Roots Hall                     | 7 de marzo | 15:00 |
| Sunderland          | 2 - 2 | Gillingham       | Stadium of Light               | 7 de marzo | 15:00 |

| Tranmere Rovers  | vs | Lincoln City        | Prenton Park                 | Cancelado | Cancelado |
| Bolton Wanderers | vs | Peterborough United | University of Bolton Stadium | Cancelado | Cancelado |
| Bristol Rovers   | vs | Ipswich Town        | Memorial Stadium             | Cancelado | Cancelado |
| Blackpool        | va | Sunderland          | Bloomfield Road              | Cancelado | Cancelado |
| Burton Albion    | vs | Wycombe Wanderers   | Pirelli Stadium              | Cancelado | Cancelado |
| Coventry City    | vs | Shrewsbury Town     | St Andrew's Stadium          | Cancelado | Cancelado |
| Doncaster Rovers | vs | Wimbledon           | Keepmoat Stadium             | Cancelado | Cancelado |
| Gillingham       | vs | Fleetwood Town      | KRBS Priestfield Stadium     | Cancelado | Cancelado |
| Oxford United    | vs | MK Dons             | Kassam Stadium               | Cancelado | Cancelado |
| Portsmouth       | vs | Accrington Stanley  | Fratton Park                 | Cancelado | Cancelado |
| Roterham United  | vs | Southend United     | AESSEAL New York Stadium     | Cancelado | Cancelado |

| Wimbledon           | vs | Tranmere Rovers  | The Cherry Red Records Stadium | Cancelado | Cancelado |
| Accrington Stanley  | vs | Doncaster Rovers | The Wham Stadium               | Cancelado | Cancelado |
| Fleetwood Town      | vs | Rotherham United | Highbury Stadium               | Cancelado | Cancelado |
| Ipswich Town        | vs | Portsmouth       | Portman Road                   | Cancelado | Cancelado |
| Lincoln City        | vs | Coventry City    | Sincil Bank                    | Cancelado | Cancelado |
| MK Dons             | vs | Gillingham       | Stadium MK                     | Cancelado | Cancelado |
| Peterborough United | vs | Bristol Rovers   | ABAX Stadium                   | Cancelado | Cancelado |
| Rochdale            | vs | Burton Albion    | Crown Oil Arena                | Cancelado | Cancelado |
| Shrewsbury Town     | vs | Blackpool        | Montgomery Waters Meadow       | Cancelado | Cancelado |
| Southend United     | vs | Bolton Wanderers | Roots Hall                     | Cancelado | Cancelado |
| Wycombe Wanderers   | vs | Oxford United    | Adams Park                     | Cancelado | Cancelado |

| Accrington Stanley  | vs | Coventry City     | The Wham Stadium         | Cancelado | Cancelado |
| Bristol Rovers      | vs | Rochdale          | Memorial Stadium         | Cancelado | Cancelado |
| Burton Albion       | vs | Doncaster Rovers  | Pirelli Stadium          | Cancelado | Cancelado |
| Fleetwood Town      | vs | Bolton Wanderers  | Highbury Stadium         | Cancelado | Cancelado |
| Lincoln City        | vs | Wimbledon         | Sincil Bank              | Cancelado | Cancelado |
| Oxford United       | vs | Portsmouth        | Kassam Stadium           | Cancelado | Cancelado |
| Peterborough United | vs | Blackpool         | ABAX Stadium             | Cancelado | Cancelado |
| Roterham United     | vs | Gillingham        | AESSEAL New York Stadium | Cancelado | Cancelado |
| Shrewsbury Town     | vs | Wycombe Wanderers | Montgomery Waters Meadow | Cancelado | Cancelado |
| Southend United     | vs | Sunderland        | Roots Hall               | Cancelado | Cancelado |
| Tranmere Rovers     | vs | MK Dons           | Prenton Park             | Cancelado | Cancelado |

| Wycombe Wanderers | vs | Rotherham United    | Adams Park                   | Cancelado | Cancelado |
| Blackpool         | vs | Burton Albion       | Bloomfield Road              | Cancelado | Cancelado |
| Gillingham        | vs | Accrington Stanley  | KRBS Priestfield Stadium     | Cancelado | Cancelado |
| Coventry City     | vs | Peterborough United | St Andrew's Stadium          | Cancelado | Cancelado |
| Doncaster Rovers  | vs | Tranmere Rovers     | Keepmoat Stadium             | Cancelado | Cancelado |
| Ipswich Town      | vs | Southend United     | Portman Road                 | Cancelado | Cancelado |
| MK Dons           | vs | Fleetwood Town      | Stadium MK                   | Cancelado | Cancelado |
| Portsmouth        | vs | Bristol Rovers      | Fratton Park                 | Cancelado | Cancelado |
| Rochdale          | vs | Oxford United       | Crown Oil Arena              | Cancelado | Cancelado |
| Sunderland        | vs | Shrewsbury Town     | Stadium of Light             | Cancelado | Cancelado |
| Bolton Wanderers  | vs | Lincoln City        | University of Bolton Stadium | Cancelado | Cancelado |

| Oxford United       | vs | Bristol Rovers    | Kassam Stadium                 | Cancelado | Cancelado |
| Southend United     | vs | Wycombe Wanderers | Roots Hall                     | Cancelado | Cancelado |
| Accrington Stanley  | vs | Fleetwood Town    | The Wham Stadium               | Cancelado | Cancelado |
| Roterham United     | vs | Portsmouth        | AESSEAL New York Stadium       | Cancelado | Cancelado |
| Burton Albion       | vs | Shrewsbury Town   | Pirelli Stadium                | Cancelado | Cancelado |
| Gillingham          | vs | Coventry City     | KRBS Priestfield Stadium       | Cancelado | Cancelado |
| Ipswich Town        | vs | Bolton Wanderers  | Portman Road                   | Cancelado | Cancelado |
| Lincoln City        | vs | Doncaster Rovers  | Sincil Bank                    | Cancelado | Cancelado |
| Peterborough United | vs | MK Dons           | ABAX Stadium                   | Cancelado | Cancelado |
| Blackpool           | vs | Rochdale          | Bloomfield Road                | Cancelado | Cancelado |
| Wimbledon           | vs | Sunderland        | The Cherry Red Records Stadium | Cancelado | Cancelado |

| Bristol Rovers    | vs | Burton Albion       | Memorial Stadium             | Cancelado | Cancelado |
| Coventry City     | vs | Oxford United       | St Andrew's Stadium          | Cancelado | Cancelado |
| Fleetwood Town    | vs | Lincoln City        | Highbury Stadium             | Cancelado | Cancelado |
| MK Dons           | vs | Accrington Stanley  | Stadium MK                   | Cancelado | Cancelado |
| Portsmouth        | vs | Blackpool           | Fratton Park                 | Cancelado | Cancelado |
| Rochdale          | vs | Southend United     | Crown Oil Arena              | Cancelado | Cancelado |
| Shrewsbury Town   | vs | Ipswich Town        | Montgomery Waters Meadow     | Cancelado | Cancelado |
| Sunderland        | vs | Peterborough United | Stadium of Light             | Cancelado | Cancelado |
| Tranmere Rovers   | vs | Rotherham United    | Prenton Park                 | Cancelado | Cancelado |
| Wycombe Wanderers | vs | Wimbledon           | Adams Park                   | Cancelado | Cancelado |
| Bolton Wanderers  | vs | Gillingham          | University of Bolton Stadium | Cancelado | Cancelado |

| Wimbledon           | vs | MK Dons           | The Cherry Red Records Stadium | Cancelado | Cancelado |
| Accrington Stanley  | vs | Bristol Rovers    | The Wham Stadium               | Cancelado | Cancelado |
| Blackpool           | vs | Coventry City     | Bloomfield Road                | Cancelado | Cancelado |
| Burton Albion       | vs | Sunderland        | Pirelli Stadium                | Cancelado | Cancelado |
| Gillingham          | vs | Tranmere Rovers   | KRBS Priestfield Stadium       | Cancelado | Cancelado |
| Ipswich Town        | vs | Rochdale          | Portman Road                   | Cancelado | Cancelado |
| Lincoln City        | vs | Wycombe Wanderers | Sincil Bank                    | Cancelado | Cancelado |
| Oxford United       | vs | Fleetwood Town    | Kassam Stadium                 | Cancelado | Cancelado |
| Peterborough United | vs | Shrewsbury Town   | ABAX Stadium                   | Cancelado | Cancelado |
| Roterham United     | vs | Doncaster Rovers  | AESSEAL New York Stadium       | Cancelado | Cancelado |
| Southend United     | vs | Portsmouth        | Roots Hall                     | Cancelado | Cancelado |

| Tranmere Rovers   | vs | Oxford United       | Prenton Park                 | Cancelado | Cancelado |
| Bristol Rovers    | vs | Lincoln City        | Memorial Stadium             | Cancelado | Cancelado |
| Coventry City     | vs | Burton Albion       | St Andrew's Stadium          | Cancelado | Cancelado |
| Doncaster Rovers  | vs | Ipswich Town        | Keepmoat Stadium             | Cancelado | Cancelado |
| Fleetwood Town    | vs | Southend United     | Highbury Stadium             | Cancelado | Cancelado |
| MK Dons           | vs | Blackpool           | Stadium MK                   | Cancelado | Cancelado |
| Rochdale          | vs | Peterborough United | Crown Oil Arena              | Cancelado | Cancelado |
| Shrewsbury Town   | vs | Wimbledon           | Montgomery Waters Meadow     | Cancelado | Cancelado |
| Sunderland        | vs | Accrington Stanley  | Stadium of Light             | Cancelado | Cancelado |
| Bolton Wanderers  | vs | Rotherham United    | University of Bolton Stadium | Cancelado | Cancelado |
| Wycombe Wanderers | vs | Gillingham          | Adams Park                   | Cancelado | Cancelado |

| Southend United     | vs | Shrewsbury Town   | Roots Hall                     | Cancelado | Cancelado |
| Accrington Stanley  | vs | Wycombe Wanderers | The Wham Stadium               | Cancelado | Cancelado |
| Blackpool           | vs | Doncaster Rovers  | Bloomfield Road                | Cancelado | Cancelado |
| Burton Albion       | vs | Portsmouth        | Pirelli Stadium                | Cancelado | Cancelado |
| Wimbledon           | vs | Coventry City     | The Cherry Red Records Stadium | Cancelado | Cancelado |
| Ipswich Town        | vs | MK Dons           | Portman Road                   | Cancelado | Cancelado |
| Lincoln City        | vs | Rochdale          | Sincil Bank                    | Cancelado | Cancelado |
| Oxford United       | vs | Bolton Wanderers  | Kassam Stadium                 | Cancelado | Cancelado |
| Peterborough United | vs | Tranmere Rovers   | ABAX Stadium                   | Cancelado | Cancelado |
| Roterham United     | vs | Sunderland        | AESSEAL New York Stadium       | Cancelado | Cancelado |
| Gillingham          | vs | Bristol Rovers    | KRBS Priestfield Stadium       | Cancelado | Cancelado |

## Play-offs
- Los horarios corresponden al huso horario de Inglaterra (UTC+1).

|  | Semifinales                                          | Semifinales                                          | Semifinales                                          | Semifinales                                          |   |   | Final               | Final               | Final               |  |
|  | 3 de julio de 2020 (ida) 6 de julio de 2020 (vuelta) | 3 de julio de 2020 (ida) 6 de julio de 2020 (vuelta) | 3 de julio de 2020 (ida) 6 de julio de 2020 (vuelta) | 3 de julio de 2020 (ida) 6 de julio de 2020 (vuelta) |   |   | 13 de julio de 2020 | 13 de julio de 2020 | 13 de julio de 2020 |  |
|  |                                                      |                                                      |                                                      |                                                      |   |   |                     |                     |                     |  |
|  |                                                      |                                                      |                                                      |                                                      |   |   |                     |                     |                     |  |
|  | 3                                                    | Wycombe Wanderers                                    | 4                                                    | 2                                                    |   |   |                     |                     |                     |  |
|  | 3                                                    | Wycombe Wanderers                                    | 4                                                    | 2                                                    |   |   |                     |                     |                     |  |
|  | 6                                                    | Fleetwood Town                                       | 1                                                    | 2                                                    |   |   |                     |                     |                     |  |
|  | 6                                                    | Fleetwood Town                                       | 1                                                    | 2                                                    |   | 3 | Wycombe Wanderers   | 2                   |                     |  |
|  |                                                      |                                                      |                                                      |                                                      |   | 3 | Wycombe Wanderers   | 2                   |                     |  |
|  |                                                      |                                                      | 4                                                    | Oxford United                                        | 1 |   |                     |                     |                     |  |
|  | 4                                                    | Oxford United (p.)                                   | 4                                                    | Oxford United                                        | 1 | 1 | 1 (5)               |                     |                     |  |
|  | 4                                                    | Oxford United (p.)                                   |                                                      |                                                      |   | 1 | 1 (5)               |                     |                     |  |
|  | 5                                                    | Portsmouth                                           | 1                                                    | 1 (4)                                                |   |   |                     |                     |                     |  |
|  | 5                                                    | Portsmouth                                           | 1                                                    | 1 (4)                                                |   |   |                     |                     |                     |  |
|  |                                                      |                                                      |                                                      |                                                      |   |   |                     |                     |                     |  |

### Semifinales
| 3 de julio de 2020 19:30 | Fleetwood Town     | 1:4 (1:3) | Wycombe Wanderers                                           | Highbury Stadium, Fleetwood                            |                                                        |
|                          | C. Evans 4' (pen.) |           | Ofoborth 2' · Cairns 6' (a.g.) · Wheeler 45+3' · Samuel 57' | Asistencia: 0 espectadores Árbitro(s): Tony Harrington | Asistencia: 0 espectadores Árbitro(s): Tony Harrington |

| 6 de julio de 2020 19:30 | Wycombe Wanderers   | 2:2 (0:1) | Fleetwood Town                   | Adams Park, High Wycombe                           |                                                    |
|                          | Onyedinma 47' 90+4' |           | Andrew 22' · C. Evans 60' (pen.) | Asistencia: 0 espectadores Árbitro(s): Darren Bond | Asistencia: 0 espectadores Árbitro(s): Darren Bond |

| 3 de julio de 2020 17:30 | Portsmouth | 1:1 (1:1) | Oxford United | Fratton Park, Portsmouth                          |                                                   |
|                          | Curtis 32' |           | Browne 43'    | Asistencia: 0 espectadores Árbitro(s): Gavin Ward | Asistencia: 0 espectadores Árbitro(s): Gavin Ward |

| 6 de julio de 2020 17:00 | Oxford United                                    | 1:1 (1:1, 1:1) (t. s.)(5:4 p.) | Portsmouth                                      | Kassam Stadium, Oxford                                |                                                       |
|                          | Harrison 45+3'                                   |                                | Harness 38'                                     | Asistencia: 0 espectadores Árbitro(s): Darren England | Asistencia: 0 espectadores Árbitro(s): Darren England |
|                          |                                                  | Tiros desde el punto penal     |                                                 |                                                       |                                                       |
|                          | Woodburn · Forde · Taylor · Mousinho · Brannagan |                                | Marquis · G. Evans · Brown · McGeehan · Hawkins |                                                       |                                                       |

### Final
| 13 de julio de 2020 19:30                                                  | Oxford United | 1:2 (0:1) | Wycombe Wanderers                | Estadio de Wembley, Londres                         |                                                     |
|                                                                            | Sykes 57'     |           | Stewart 9' · Jacobson 79' (pen.) | Asistencia: 0 espectadores Árbitro(s): Robert Jones | Asistencia: 0 espectadores Árbitro(s): Robert Jones |
| Wycombe Wanderers ascendió a la EFL Champioship de la siguiente temporada. |               |           |                                  |                                                     |                                                     |